# Греко-финляндские отношения
Гре́ческо-финляндские отношения (греч. Σχέσεις Ελλάδας-Φινλανδίας) — двусторонние дипломатические отношения между Грецией и Финляндией.
Обе страны являются полноправными членами Европейского союза и НАТО.

## История
5 января 1918 года Греция стала четвёртой страной (после России, Франции и Швеции), которая признала независимость Финляндии.
В 1920 году руководство двух стран установило полноценные дипломатические отношения.
1 февраля 1977 года Финляндия открыла собственное здание посольства в Афинах (до этого дипломатические отношения осуществлялись через послов, аккредитованных в Бухаресте, Риме и Белграде). Также Финляндия имеет ряд почётных консульств — на Косе, Патрах, Пирее, Родосе, Салониках, Ираклионе и Корфу. Финляндия представлена в Греции послом Яри Густафссоном (с 1 сентября 2020 года).
Греция имеет своё посольство в Хельсинки, а также ряд почётных консульств — в Турку, Куопио, Оулу и Рованиеми. Представлена в Финляндии послом Йоргосом Ауфантисом (с 2017).
Число греков, проживающий в Финляндии составляет 1681 человек, а число финнов в Греции оценивается в 1600 человек.

## Экономическое сотрудничество
Боровшаяся в 2010-х с глубокими долговыми проблемами Греция (долг составлял 340 миллиардов евро) получила в 2009 году вспомогательный пакет в 110 миллиардов евро, однако этого оказалось недостаточно. В июле 2011 года государства еврозоны договорились о предоставлении Греции нового кредитного пакета в 130 миллиардов евро. Доля еврозоны и Международного валютного фонда в пакете составляла 109 миллиардов евро. Финляндия потребовала от Греции гарантий в виде условий к получению кредита, в связи с чем руководство двух стран провело между собой переговоры о данных гарантиях и 20 февраля 2012 года в Брюсселе министры финансов Ютта Урпилайнен и Евангелос Венизелос подписали двусторонние договорённости. Однако, уже в 2015 году выполнение Грецией кредитных обязательств столкнулось со сложностями, требовался третий пакет помощи, в связи с чем Финляндия в лице министра финансов Александра Стубба допускала временный выход Греции из зоны евро.